# 东约因厄市镇
56°15′N 14°04′E / 56.250°N 14.067°E
东约因厄市镇（瑞典語：Östra Göinge kommun）是瑞典南部斯科讷省的一个市镇。其治所位于布鲁比。